# Dyschirus curvispinus
Dyschirus curvispinus är en skalbaggsart som beskrevs av Jules Putzeys. Dyschirus curvispinus ingår i släktet Dyschirus och familjen jordlöpare. Inga underarter finns listade i Catalogue of Life.